# Ente acquedotti siciliani
L'Ente acquedotti siciliani (in acronimo EAS) è stato l'ente regionale che gestiva tutti gli acquedotti della Sicilia. È in liquidazione dal 2004.

## Storia
Venne istituito, con R.D. nº24 del 19/01/1942, come ente unico in Sicilia per la costruzione di nuovi acquedotti, il completamento di quelli in corso di costruzione da parte dello Stato e la manutenzione di quelli già esistenti, per rendere più efficiente il servizio idrico nei centri abitati, dipendendo dal Ministero dei Lavori pubblici che ne esercitava le funzioni di tutela e vigilanza.
Con l'istituzione della Regione Siciliana l'ente passò sotto il controllo regionale.
Con l'entrata in vigore della L.R. nº 9 del 31.05.2004, a decorrere dal 1º settembre 2004 l'Ente acquedotti siciliani è stato posto in liquidazione a seguito della costituzione della società mista Siciliacque S.p.A., in attuazione dell'articolo 23 della legge regionale 27 aprile 1999, n. 10, e successive modifiche ed integrazioni. Il presidente della Regione Salvatore Cuffaro ha nominato il commissario liquidatore dell'Ente, nella persona di Marcello Massinelli, e nel 2012 il presidente Raffaele Lombardo lo ha sostituito con Dario Bonanno, confermato da Rosario Crocetta. 
Nel 2024 l'ente è ancora in liquidazione.